# Stewart Peak, Antarktis
Stewart Peak är en bergstopp i Antarktis. Den ligger i Östantarktis. Nya Zeeland gör anspråk på området. Toppen på Stewart Peak är 1 097 meter över havet, eller 248 meter över den omgivande terrängen. Bredden vid basen är 1,4 km.
Terrängen runt Stewart Peak är huvudsakligen kuperad, men västerut är den bergig. Havet är nära Stewart Peak åt nordväst. Trakten är obefolkad. Det finns inga samhällen i närheten. 